# يو إس إس بيلو وود (سي ڤي إل-24)
يو إس إس بيلو وود (بالإنجليزية: USS Belleau Wood (CVL-24))‏ كانت حاملة طائرات خفيفة تابعة لسلاح البحرية الأمريكية خلال الحرب العالمية الثانية في مسرح المحيط الهادئ في الفترة من 1943 إلى 1945. خدمت السفينة أيضًا في الحرب الهندوصينية الأولى تحت خدمة البحرية الفرنسية المُؤقتة باسم بوا بيلو.